# Temple protestant de Vesoul
Le temple protestant de Vesoul est une église protestante réformée située 17 rue Saint-Georges à Vesoul, en Haute-Saône, et édifiée en 1866. La paroisse est membre de l'Église protestante unie de France.

## Histoire
La paroisse protestante de Vesoul fut créée le 18 août 1841 par trois Suisses : Louis Tournier (teinturier), Henri Ducommun (horloger) et Adam Perle (pâtissier). En 1842, un oratoire protestant est créé. La communauté protestante de Vesoul s'agrandit et la nécessité d'un pasteur l'y oblige. L'Église voit la venue du pasteur Eugène Racine en 1860. Durant son mandat, il est le principal acteur pour la construction du temple protestant de Vesoul.
Le gros œuvre du temple est commencé en 1865 ; le reste de la construction est terminée l'année suivante. Le temple est finalement inauguré le 16 juin 1866. Dès 1871, des communautés protestantes voient le jour en Haute-Saône, c'est alors que de nombreux temples protestants s'élèvent dans tout le département. En 1962, de nouveaux bancs sont aménagés dans le bâtiment. En 1965, un clocher vient accompagner l'édifice nommé « Cloches de paix » et en 1974 un orgue, offert par la paroisse de Gerlingen en Allemagne (ville jumelée avec Vesoul), est installé à l'intérieur du temple.
Le temple est inscrit au titre des monuments historiques français le 5 août 2020,.

## Architecture
La porte d'entrée comporte un fronton formé d'un voûte où se trouve l'inscription « aimez-vous les uns les autres ». La voûte renferme elle-même une Bible où est écrit « le ciel et la terre passeront, mes paroles ne passeront point (Mathieu XXIV, 35) ». Une croix représentant Jésus se trouve au sommet du temple.
Le temple est également doté d'un orgue en son sein et d'un clocher.

Éléments architecturaux du temple
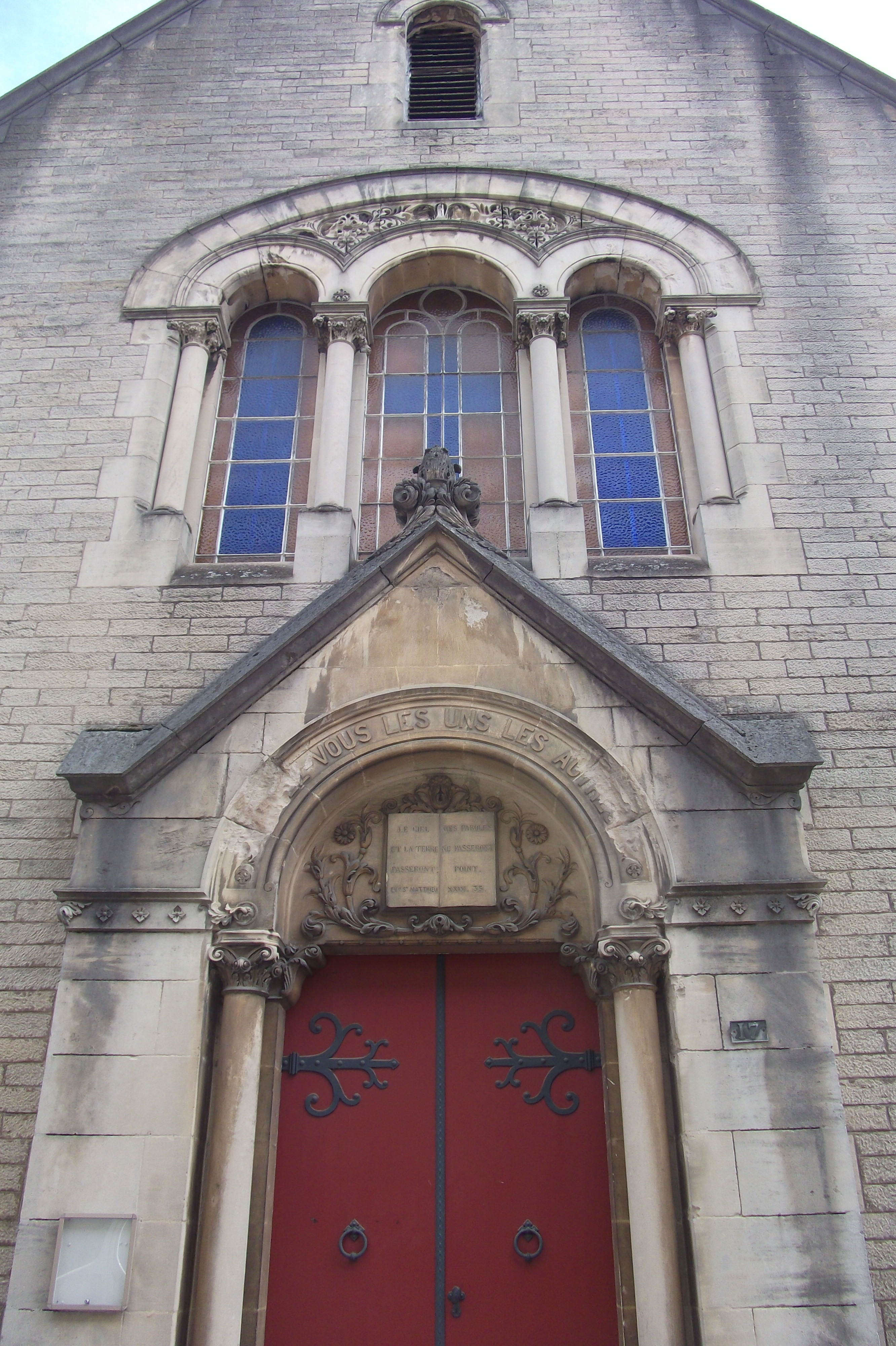
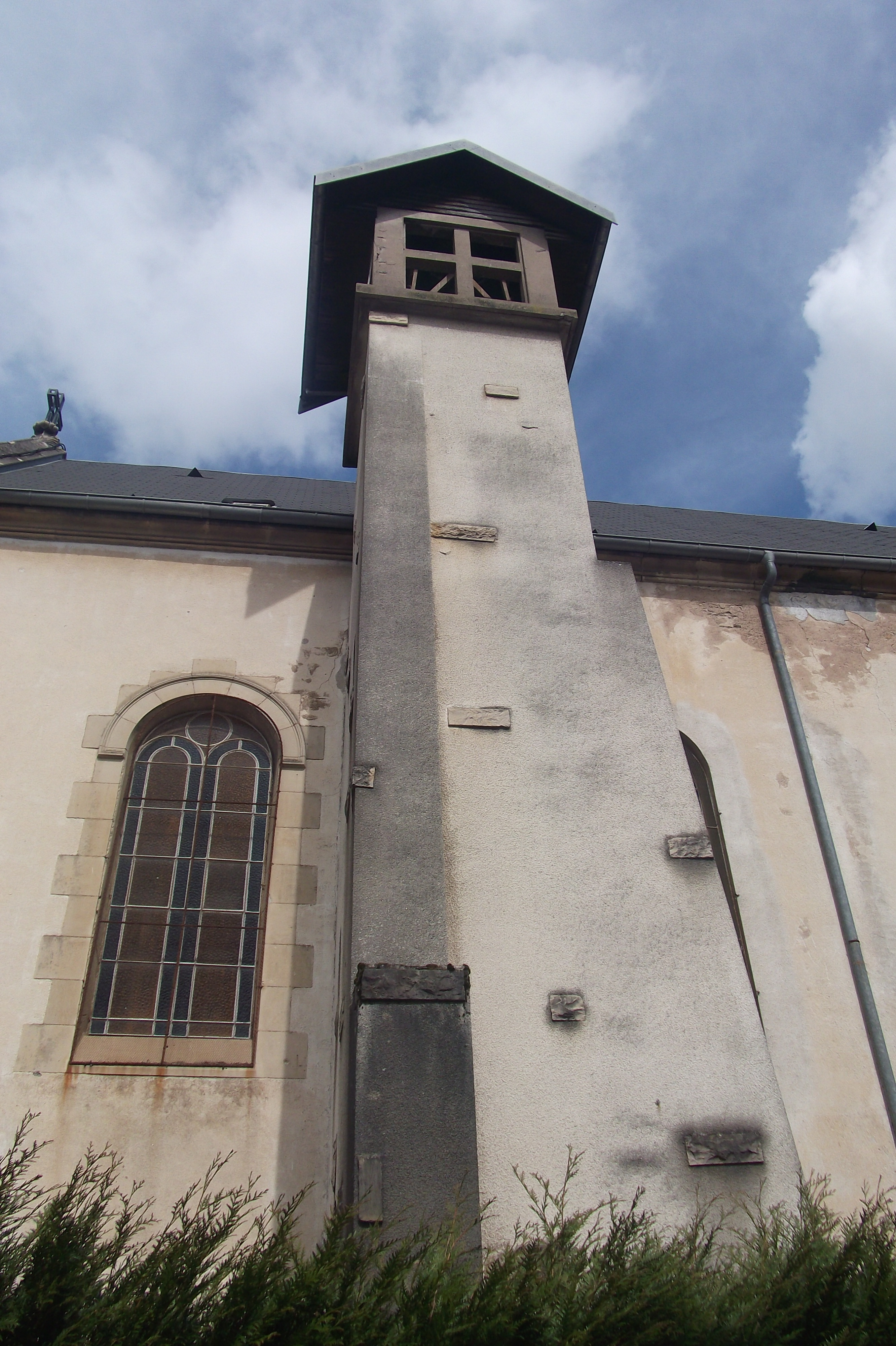
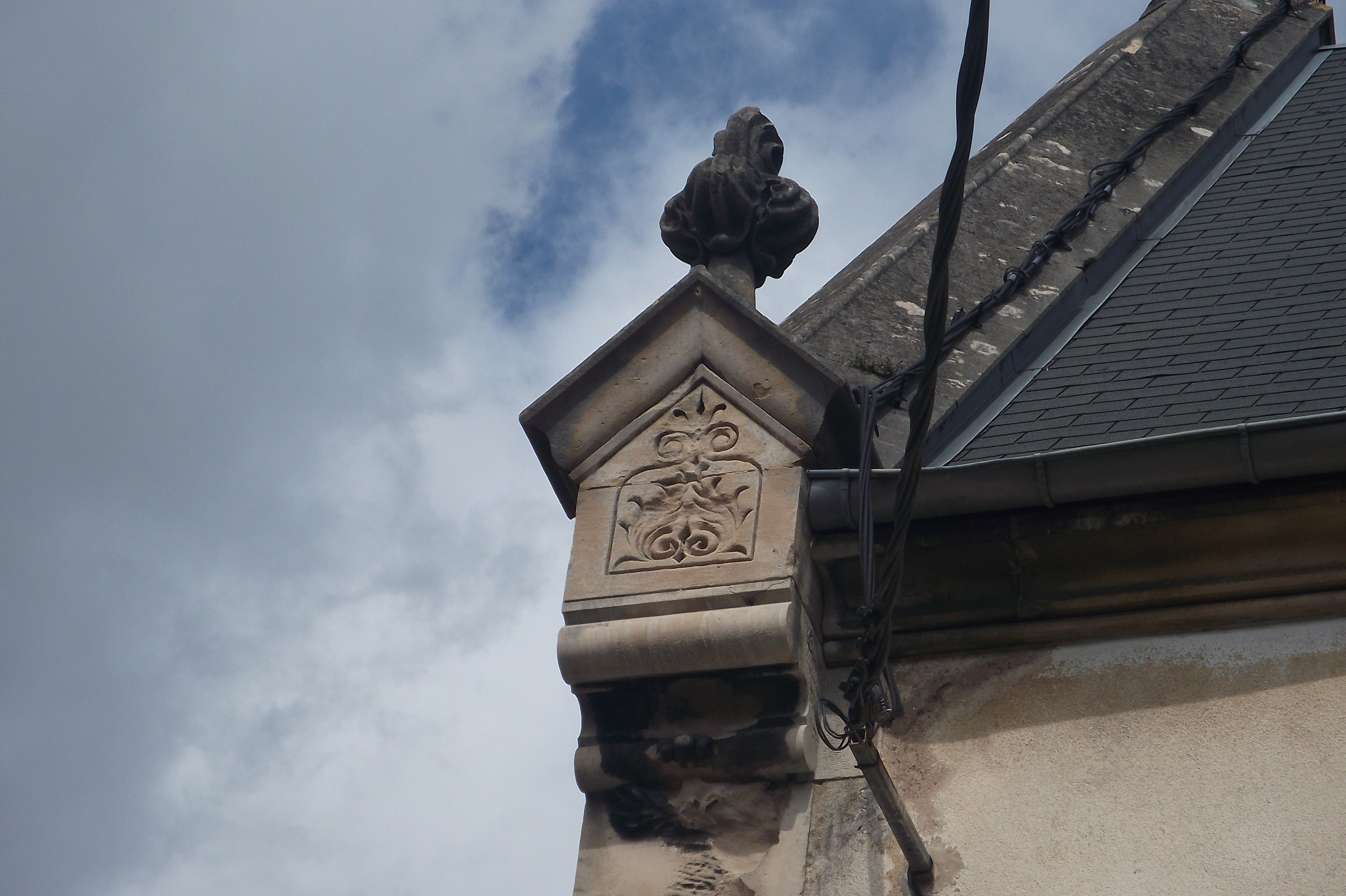

## Liste des pasteurs
Depuis la création de l'Église protestante de Vesoul en 1841, une vingtaine de pasteurs s'y sont succédé,. Le pasteur ayant effectué le plus long mandat est Charles Mathiot, de 1913 à 1954, soit durant 41 ans.
- 1853 - 1856 : Gustave Parrot[6]
- 1856 - 1856 : Charles Nessler
- 1856 - 1859 : Louis Zwilling[7]
- 1859 - 1860 : Jean-Michel Hœmmerlin
- 1860 - 1867 : Eugène Racine[8]
- 1867 - 1879 : Charles Bartholomé[9]
- 1879 - 1884 : Adolphe Weber
- 1885 - 1888 : Paul Fonbrune-Berbinau
- 1888 - 1913 : Eugène Bernard
- 1913 - 1954 : Charles Mathiot[10]
- 1954 - 1963 : Michel Dautry
- 1963 - 1975 : Bernard Meyer
- 1975 - 1976 : Pierre Fourdrinoy
- 1977 - 1979 : Michel Marlier
- 1985 - 1993 : Raymond Rouzot
- 1995 - 2000 : Patrick Torang
- 2001 - 2004 : Armand Schluchter
- 2004 - 2018 : Anne-Claire Bretegnier
- 2018 - 2020 : Eliane Stengel-Blaind
- 2020 - 2022 : Georges Massengo
- Depuis 2022 : ?